# Undervisningsfærdighed
Undervisningsfærdighed betegner en persons færdighed i at foretage praktisk undervisning. Det omfatter evne til at planlægge og tilrettelægge undervisningen, men også de nødvendige færdigheder i at udføre og evaluere egen undervisning.
Undervisningsfærdighed er en nødvendig kompetence i alle former for undervisning, men da den er så målrettet mod den enkelte undervisningsinstitutions elevindtag og emnehorisont, trænes, bedømmes og certificeres kandidaterne oftest inden for rammerne af den enkelte institutionstype. Af samme grund kan man erhverve sig bevis for undervisningsfærdighed i aftenskoleregi, hos erhvervsskolerne, handelsskolerne, og i gymnasierne (se "pædagogikum").